# 中森広道
中森 広道（なかもり ひろみち）は、日本の社会学者、災害情報学者。日本大学文理学部社会学科教授。専攻は災害社会学、災害情報論、社会情報論。

## 来歴
広島県広島市で生まれ、静岡県静岡市（幼少の2年間は浜松市）で育つ。静岡聖光学院高等学校出身。
日本大学文理学部社会学科卒業。日本大学大学院文学研究科社会学専攻修了。財団法人都市防災研究所研究員、日本大学文理学部社会学科助手、専任講師、助教授（准教授）を経て平成20年（2008年）から現職、専門分野は災害社会学、災害情報論、社会情報論。文科系・社会科学系の災害研究者である。
小学生だった昭和49年（1974年）5月に、静岡で体験した伊豆半島沖地震をきっかけに地震に関心を持ち（同年7月には静岡市などで大きな被害が生じた七夕豪雨も体験している）、将来は、地震を研究する仕事に就きたいと思うようになった。しかし、昭和53年（1978年）1月の伊豆大島近海の地震における「余震情報パニック」（静岡県が発表した余震への注意を促す「余震情報」が、「大きな地震が来る」という流言となって広まった騒ぎ。当時、中森が通っていた学校では、この流言により生徒の下校が促された）の体験から、地震そのものよりも地震などによる災害に関する情報や報道と人々の対応について関心を持つようになった。これが、その後、大学で社会学やマス・コミュニケーション論を学ぶきっかけとなる。

## 主著
- 『阪神・淡路大震災の社会学』(共著、昭和堂、1999年）
- 『災害情報と社会心理』（共著、北樹出版、2004年)
- 『災害情報論入門』（共著、弘文堂、2008年)
- 『災害危機管理論入門』（共著、弘文堂、2008年）
- 『災害社会学入門』（共著、弘文堂、2007年）
- 『緊急地震速報』（共著、東京法令出版、2007年）

## 連載
- 「視点・防災」（東京消防庁の月刊誌『東京消防』のコラム）を3-4か月に1回担当（1994年6月号から担当）。